# Кора Видерспун
Кора Видерспун (енгл. Cora Witherspoon) је била америчка глумица, рођена 5. јануара 1890. године у Њу Орлеансу, а преминула 17. новембра 1957. године у Лас Крусису.

## Филмографија
| Улоге Кора Видерспун |                  |               |       |          |
| Година               | Српски назив     | Изворни назив | Улога | Напомена |
| 1939.                | Победа над тамом |               |       |          |